# Cuchdyg
Cuchdyg (ros. Цухдыг) – wieś w Rosji, w Dagestanie, w rejonie tabasarańskim. W 2010 liczyła 653 mieszkańców, głównie Tabasaranów.